# Вимірювальна система
Вимі́рювальна систе́ма — різновид інформаційно-вимірювальної системи у вигляді сукупності вимірювальних каналів, вимірювальних пристроїв та інших технічних засобів, об'єднаних для створення сигналів вимірювальної інформації про декілька вимірюваних фізичних величин. Перераховані елементи вимірювальної системи об'єднані загальним алгоритмом функціювання для отримання даних про величини, що характеризують стан об'єкта дослідження.
Інформаційні системи можуть бути складовими розвиненіших структур вимірювальних інформаційних систем і систем управління, на які покладаються функції контролю, діагностики, розпізнавання образів, автоматичного керування науковими експериментами, випробуваннями складних об'єктів і технологічними процесами.

## Види вимірювальних систем
Структурною одиницею вимірювальної системи, що здійснює закінчений цикл вимірювальних перетворень до введення інформації в реєструвальний або обчислювальний пристрій, є вимірювальний канал. Залежно від способу утворення вимірювального каналу та організації його роботи розрізняють: 
- вимірювальні системи послідовної дії (сканувальні вимірювальні системи), у яких за допомогою, як правило, одного вимірювального каналу здійснюється послідовне в часі вимірювання однорідних фізичних величин, рознесених у просторі (шляхом перебору первинним вимірювальним перетворювачем точок, у яких виконуються вимірювання);
- вимірювальні системи паралельної структури, у яких вимірювання різнорідних фізичних величин здійснюється безперервно в часі за допомогою індивідуального для кожної величини вимірювального каналу, причому вихідний сигнал кожного каналу може надходити на загальний реєструвальний чи обчислювальний пристрій;
- вимірювальні системи послідовно-паралельної структури, у якій індивідуальними є тільки первинні вимірювальні перетворювачі і початкові ділянки ліній зв'язку, а проміжні перетворення здійснюються загальною частиною, яка підключається періодично або відповідно до складеної програми до паралельних ділянок вимірювальних каналів за допомогою вимірювального комутатора.

Можливі й змішані варіанти зазначених структур.

## Документи
Основні вимоги до метрологічних характеристик засобів вимірювань, призначених для використання в складі вимірювальних систем, регламентовані в ГОСТ 8.009-84 Загальні вимоги до інформаційних систем, що побудовані з агрегатних засобів, регламентовані у ГОСТ 22315-77, ГОСТ 22316-77 та ГОСТ 22317-77.